# Maule Air
Die Maule Air, Inc. ansässig in Moultrie, im US-amerikanischen Bundesstaat Georgia, ist der Hersteller des einmotorigen STOL-Flugzeugs MX(T)-7.

## Geschichte
Die Gesellschaft wurde 1941 von Belford D. Maule (1911–1995) in Napoleon im US-Bundesstaat Michigan gegründet und befindet sich noch immer in Familienbesitz. Seine 1917 geborene Witwe June D. Maule führte das Unternehmen bis zu ihrem Tode 2009. Die Firma produziert seit ihrer Entstehung jeweils nur einen Flugzeugtyp, der konsequent weiterentwickelt wird. Ursprünglich basieren alle Flugzeuge des Unternehmens auf der Piper J-3.

## Heutige Flugzeugpalette

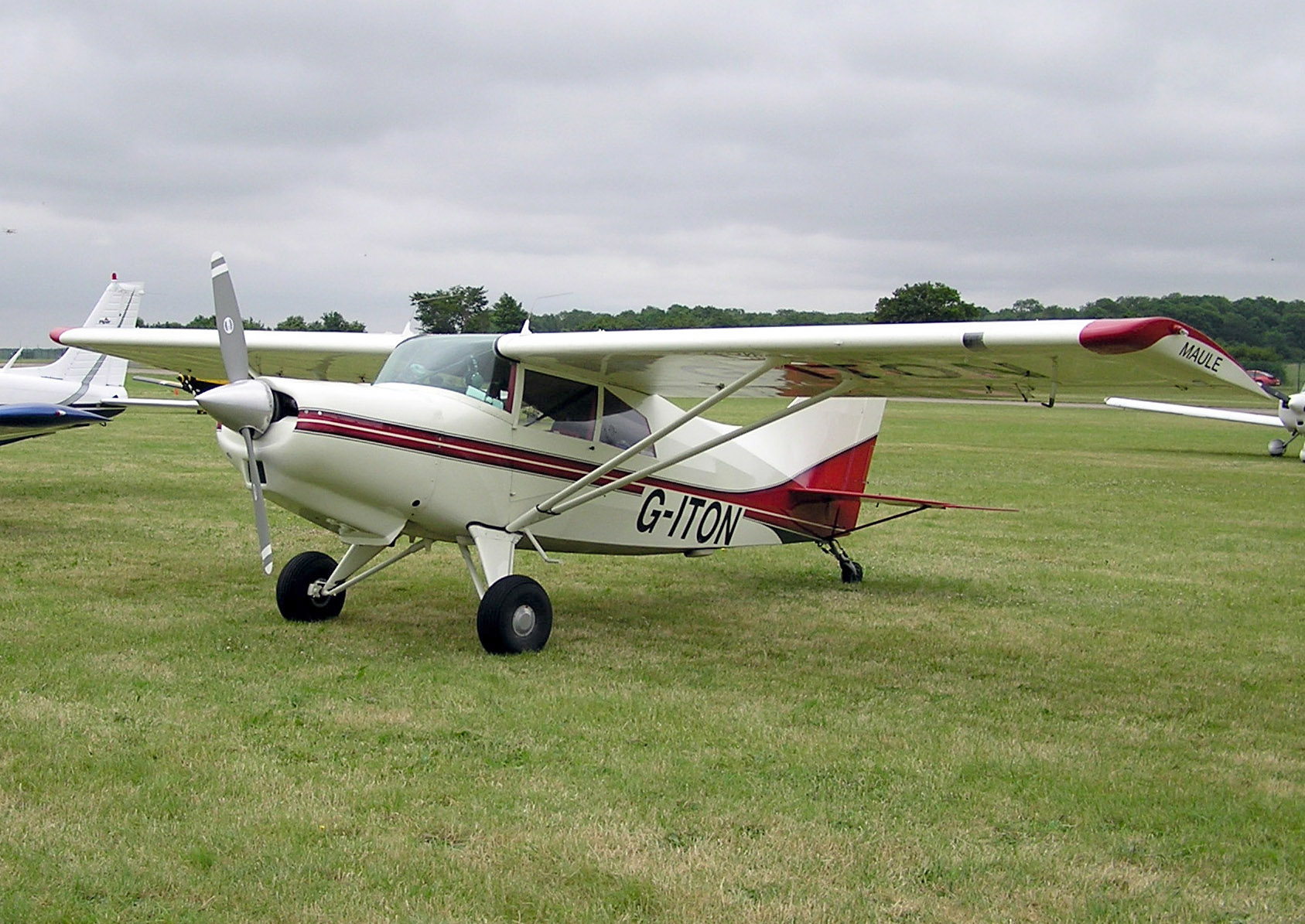
Eine Maule MX-7-235 am Kemble Airport in Kemble (Gloucestershire)

Heute produziert die Firma wieder die modifizierte Maule MX-4 als Zweisitzer mit 180 PS Fest- und auch mit Verstellpropeller (ursprünglich als Ultraleichtflugzeug mit einem Rotax-Motor wiederaufgelegt, welches aber nicht als Ultraleichtflugzeug zugelassen wurde). Die MX(T)-7 und (seit kurzem) die M-9 (die in der MX-7 ihren Ursprung hat, wird sowohl mit SMA-Dieselmotor als auch mit Lycoming-Motor mit 235 PS und 260 PS produziert und soll in Kürze ihre FAA-Zulassung erhalten); die MX(T)-7 wird mit verschiedenen Motoren von 160, 180 und 235 PS und sogar mit einer Allison-Gasturbine mit 420 PS angeboten. Weiterhin werden diverse Propelleroptionen angeboten. Seit 2011 bietet Maule neben den bisher im Cockpit bekannten Standardinstrumenten optional auch sog. Glascockpits der Firma Garmin und Aspen Avionics an. Ursprünglich gab es Maule-Flugzeuge nur als Wasser- oder Spornradflugzeuge, erst mit der MXT-7 wurde eine Dreibeinversion angeboten.

## Technische Daten Maule MX(T)-7-180
| Kenngröße                            | Daten                                                 |
| ------------------------------------ | ----------------------------------------------------- |
| Flügelspannweite                     | 10,0 m (32,9 ft)                                      |
| Länge                                | 7,1 m (23,5 ft)                                       |
| Höhe                                 | 1,92 m (6,3 ft)                                       |
| Sitze                                | 4 (5. Sitz im Gepäckraum bei stärkerer Motorisierung) |
| Einsatzgebiet                        | Amphibien-, Schul-, Schlepp- und STOL-Flugzeug        |
| Fahrwerksanordnung                   | Spornrad- bzw. Dreibeinfahrwerk (T-Version)           |
| Zuladung (mit Spornradfahrwerk)      | 1062 lbs. (472,7 kg)                                  |
| Flügelfläche                         | 15,4 m² (165,6 Quadratfuß)                            |
| Bauweise (Rumpf & Leitwerk)          | bespannte Stahlrohre                                  |
| Bauweise (Flügel)                    | Aluminium                                             |
| Reisegeschwindigkeit (75 % Leistung) | 233 km/h (145 mph)                                    |
| Kabinenbreite                        | 106,7 cm (42 inch)                                    |
| Maximales Abfluggewicht              | 1136,4 kg (2500 lbs)                                  |
| Leergewicht (mit Spornradfahrwerk)   | 653,7 kg (1438 lbs)                                   |
| Tankinhalt                           | 276 l (73 gallons)                                    |
| Stall-Speed (einsitzig)              | 65 km/h (40 mph)                                      |
| Startstrecke (einsitzig)             | 100 m (300 ft)                                        |
| Startstrecke über 15 m Hindernis     | 200 m (600 ft)                                        |
| Bestes Steigen                       | 6 m/s (1200 fpm)                                      |
| Benzinverbrauch (65 % Leistung)      | 34 l/h (9 gallons/h)                                  |
| Klappenstellungen                    | −7°, 0°, 24°, 40°, 48°                                |

## Maule-Flugzeuge in Filmen
- Eine Maule M-5 spielte in Burt Reynolds Film The Cannonball Run eine wichtige Rolle. Hier zeigt sie ihre außergewöhnlichen STOL-Qualitäten, indem gezeigt wird, wie mit ihr auf einer Vorstadtstraße zwischen Gebäuden und Bäumen unter Strommasten hindurch gelandet werden kann. Noch immer empfiehlt die Firma Maule Air, sich diesen Ausschnitt anzusehen, um sich von den Qualitäten des Flugzeugs zu überzeugen.
- Im Film Speed 2 ist eine mit Schwimmern ausgestattete Maule zu sehen, die in einen Öltanker stürzt.